# Микуличин
Микули́чин — село в Яремчанській міській громаді, Надвірнянського району, Івано-Франківській області. Низькогірний кліматичний курорт, розташований у долині річки Прута.

## Загальний опис
Микуличин відомий антифеодальним рухом селян, який отримав назву опришківства. У наш час село відоме завдяки рекреації, зеленому та сільському туризму. У селі збереглися дерев'яна Троїцька церква з дзвіницею (1863 р.).
У XIX столітті Микуличин носив неофіційний статус найбільшого села в Європі і найбільшого у Австро-Угорщині. Численні туристичні путівники вказують, що його територія простягалася на 44 кілометри — від Яремчого до кордону з Закарпаттям. Так тривало до 1927 року, коли польський уряд від’єднав від Микуличина Татарів, Ворохту і ще чимало дрібніших поселень, як-от знану нині Поляницю (Буковель). Однак і нині розміри села вражають. Воно розкинулося у долині Пруту на десять кілометрів.
Перші відпочивальники з’явилися в Микуличині ще наприкінці 1890-х одразу після того, як в ці куточки Карпат прийшла залізнична колія. Село стало розвиватися як кліматичний курорт. Власниками розкішних вілл були мешканці Коломиї, Львова та навіть Відня. За польських часів побудовано дитячі табори, які використовуються дотепер. Та загалом Микуличин завжди перебував у тіні своїх більш розкручених[уточнити] сусідів — Яремчи та Ворохти.

## Символіка
Герб села Микуличин являє собою геральдичний щит вписаний у декоративний картуш золотистого (жовтого) кольору, увінчаний короною у вигляді тризуба, що свідчить про приналежність до України. У верхній частині герба зелені гори (чотири характерні злами), примикають до синього неба, що символізує розташування села у Карпатських горах. У нижній частині герба зображено гуцула (одягнений у вишиту сорочку, кресаню, петик, штанях гуцульських (вишитих) капчурах, постолах, заперезаний поясом — чересом та з топірцем у руках), що веде нав'юченого коня (кінь-гуцулик) та символізує одне з основних занять жителів села — населення Микуличина займалося кінним, в'ючним транспортуванням купецьких товарів на гірських шляхах в сторону Закарпаття. Тоді й тепер кінь є тяговою і комунікативною силою. У нижній частині картуша розміщено рік заснування села. До нижньої частини картуша примикає стрічка (синьо-жовта та червоно-чорна) з написом «Микуличин». Колір синій і золотавий (жовтий) символізує кольори українського прапора. Червоний і чорний символізує визвольну боротьбу за незалежність нашої держави у ХХ ст.

## Розташування

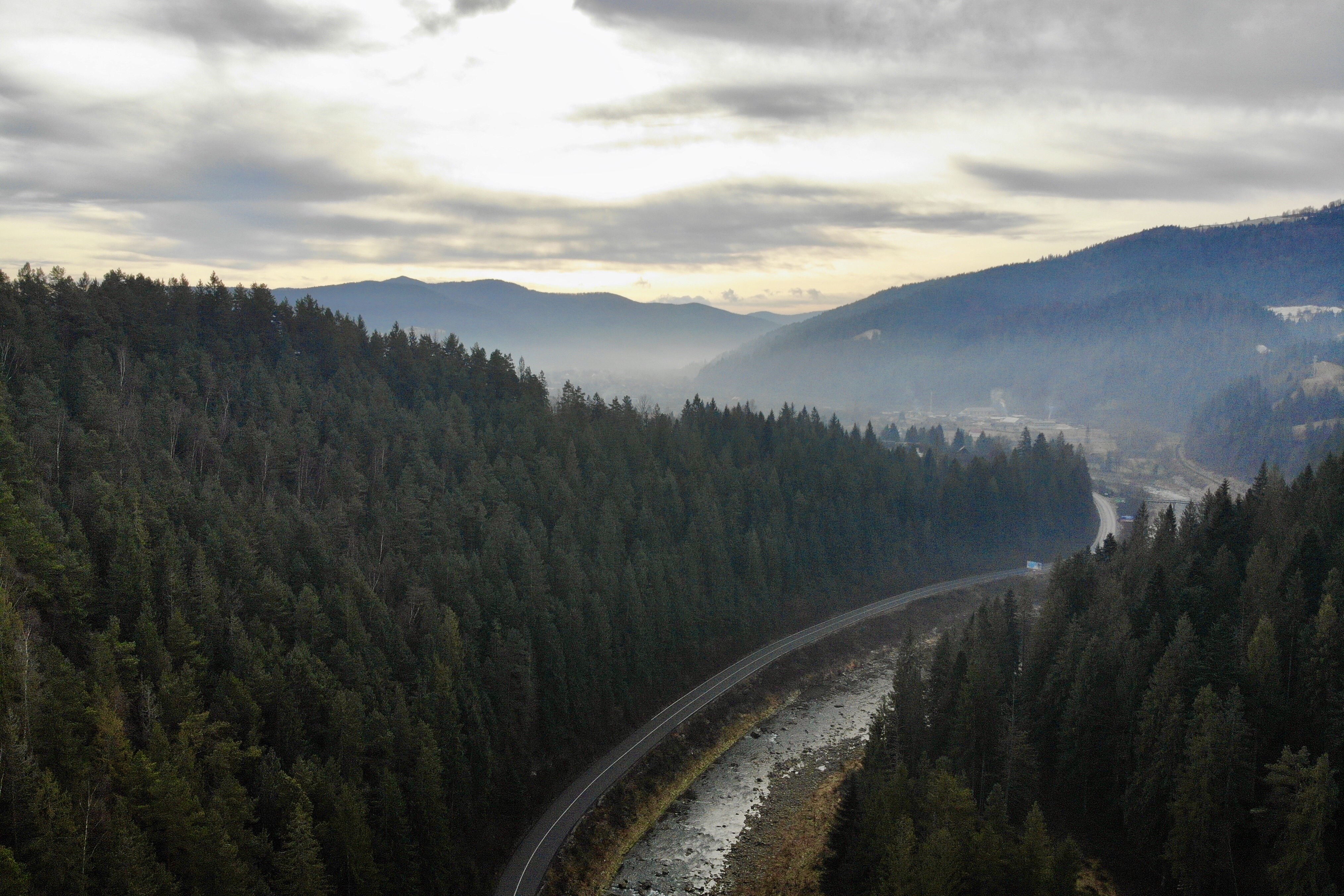
Дорога до Микуличина

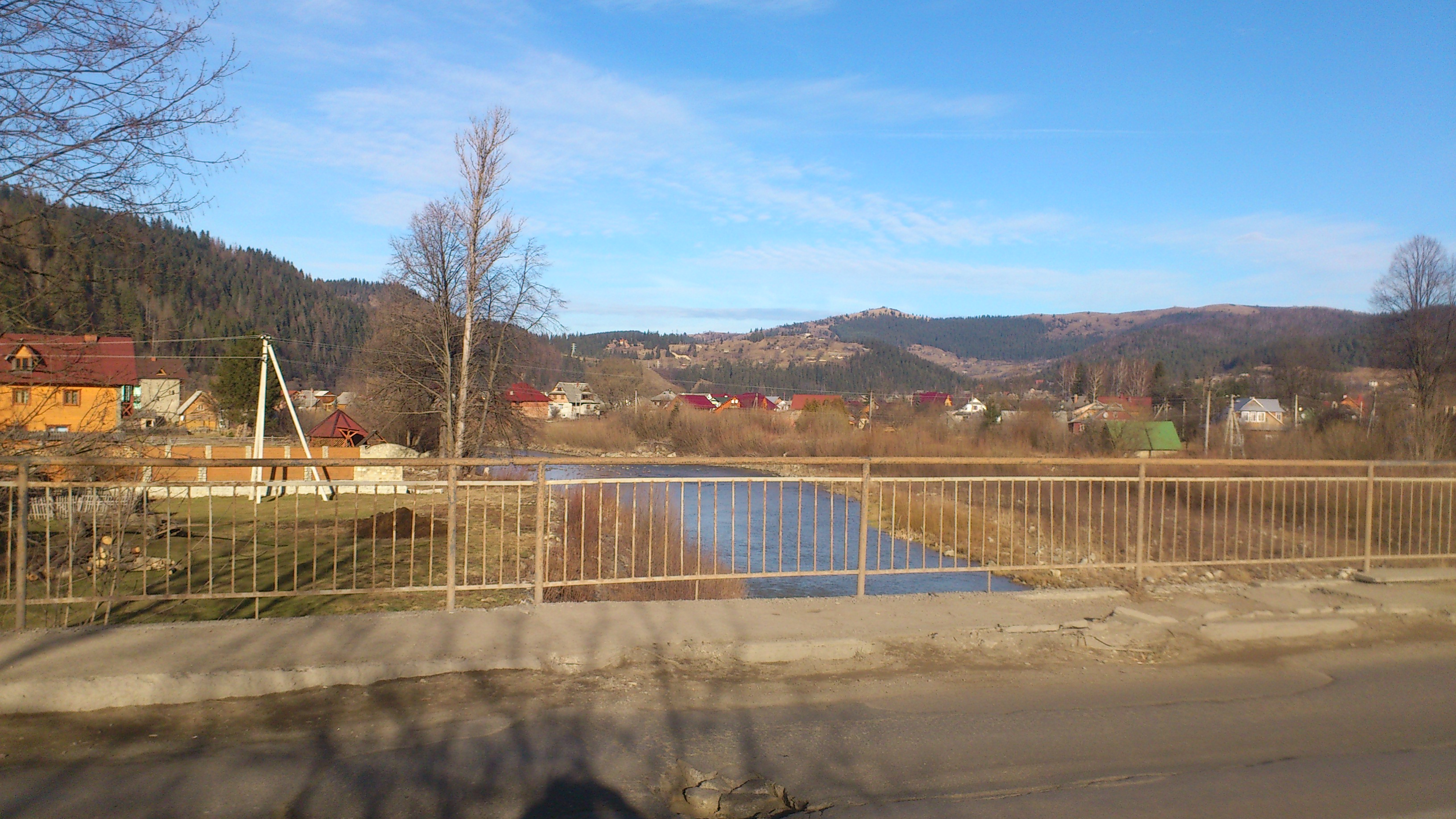
річка Прут в Микуличині

Микуличин знаходиться на висоті близько 750 метрів над рівнем моря. Село розташоване в долині річки Прут.
Найближчі населені пункти: Яремче, Татарів, Ворохта, Яблуниця, Поляниця (Буковель).
Через село проходить залізниця із Рахів-Івано-Франківськ та автошлях Н09 Мукачеве — Львів.
На залізничній станції Микуличин зупиняються приміські поїзди до Ворохти, Рахова, Франківська, Коломиї та Яремчого. Частину приміських рейсів уже замінили сучасним дизель-поїздом Pesa з усіма вигодами. Поїзди далекого сполучення курсують до Львова (№ 606), а також до Києва через Хмельницький-Вінницю (нр 144[джерело?]).
Найближчі гори в околицях Микуличин: г. Круглий Явірник (1221 м), г. Явірник-Ґорґан (1467 м), г. Маковиця (985 м), г. Рокита Велика (1100 м), г. Костел (1049 м), г. Ягідна (1216 м).
Річки: Прут, Женець, Прутець Чемигівський. В східній частині села розташований водоспад Соколовий, а на межі з Татаровим розташовані водоспади Женецький та Нарінецький.
У селі річка Хичка, Копчик та струмок Форещинка впадають у Прутець Чемигівський.

## Охорона природи
Микуличин лежить у межах Карпатського національного природного парку.

## Історія

### Археологічне минуле
У 1960-1980-х роках у долині верхнього Пруту, куди входить і територія Микуличина з присілками, виявлено понад 50 археологічних пам'яток, що дозволяють відтворити історію цієї території за останні 40 тис. років. Найстаріші сліди життя мають 40 тисяч років, коли тут проживали нечисленні представники неандертальської людини, що характеризувалась низьким ростом, зігнутими в ліктях руками та в колінах ногами, відсутністю підборіддя, великими надбрівними дугами під нахиленим назад чолом.
З кінця палеоліту — початку мезоліту походять численні знахідки з урочищ Кливка і Чопа, Царина, Поляна, Жбир. Знахідки представлені довгими призматичними ядрищами, шкребками, різцями, наконечниками стріл у вигляді вербових листків.
Населення палеолітичних та мезолітичних часів займалось, насамперед, ловецтвом, харчувалось м'ясом диких звірів, одягалося в шкіри. Мешкали невеличкими родовими групами у колибах дерев'яної конструкції, вкритих шкірами мамонтів. Наступні сліди життя людини у долині верхнього Пруту зафіксовані з часів Київської Русі.

### Перші згадки
За архівними документами першу письмову згадку про цей населений пункт датовано 1412 роком[джерело?]. У давнину воно було власністю князя Микули, від імені якого і походить його назва. У 1437 році в галицькому суді село згадується як Mykolincze. У 1448 році згадане село пол. Miculincze у Коломийському дистрикті. У податковому реєстрі 1515 року документується 1/2 лану (близько 12,5 га) оброблюваної землі. За селом було затверджено волоське право.

### Антифеодальна боротьба
Шляхтич Анджей Белжецький був власником маєтків у Микуличині.
Перші дані про кількість населення Микуличина та всіх його великих присілків відносяться до XVII століття. Тоді тут було 86 будинків, у яких проживало 473 особи. У Микуличині та Ямні нараховувалось 3,5 ланів та 60 голів великої рогатої худоби.
Щотижня для магнатів Белжецьких відробляли 1-2 дні пішої чи тягової панщини, часто працювали при обслузі дворів, будівництві замкових укріплень, брали участь у сімейних війнах феодалів. Антифеодальний рух розпочався стихійно, незалежно від загальнополітичних обставин, у надії на власні сили, що якісно відрізняє його від селянських виступів 1648 р. в околицях Делятина. Цей рух отримав назву опришківства.
Першим ватажком опришків, що діяли у верхів'ях Пруту, був Нестор, покараний за свою діяльність судом у Делятині в 1681 р. Великого розголосу наробили операції хороброго опришківського ватажка Івана Пискливого. У 1703 році його опришки діяли в Фотинії і Березові, у Микуличині, де на подвір'ї вбили зненавидженого отамана Гната і слугу, що інформував шляхту про рухи опришків.
У 1738 році вперше в долині Пруту появились опришки Олекси Довбуша, які напали і пограбували багачів з Чорних Ослав. У 1741 р. цей загін вів кількаденний бій з микуличинцями, що охороняли на рокитнянській дорозі кутських купців. З обидвох сторін були жертви, а в Микуличині спалено кілька будинків. У перших роках опришківської діяльності Довбуша в його ватазі знаходилися і деякі мешканці Микуличина, зокрема брати Яворівці, Федір Никорак та Іван Кошак. Відтак, до ватаги Довбуша пристав його сестрінок Павло Орфенюк з Ямни та Василь Баюрак з Дори. Довбушеві побратими мали по селах таких своїх однодумців як Павло та Степан Дроніви з Ямни та дрібних шляхтичів з Ослав, що постачали загін харчами та зброєю.
У Ворохті смолякам вдалось залучити до висліджування опришків найбагатшого жителя у селі Мочерняка, у Космачі Дзвінчука. У 1745 році Довбуш постановив розправитися з ними. З Ясині, де певний час перебував, він з своїми товаришами Орфенюком та Баюраком подався до сестри в Ямні. Тоді ж Баюрак відвідав своїх рідних у Дорі. Після цього вони верхами повернулись до Ворохти, вбили там Мочерняка, його господарство спалили. Звідти направилися до Космача щоби розправитися з Дзвінчуком, але останній заздалегідь довідався про наміри Довбуша, підготувався його зустріти кулею і убив ватажка опришків. Це сталось вночі з 23 на 24 серпня 1745 року. Після смерті тіло Довбуша пошматували, куски на пострах населенню повісили на палях у Микуличині та Чорному Потоці.
Після смерті Довбуша на деякий час рух опришків припинився. Лише в 1749 р. Семен Баюрак з Дори разом зі своїм сином та дорянами Ільком Семеновим і Андрієм Дроботяковим організували загін, до якого пристали один легінь з Микуличина та два легіні з Ямни і вчинили напад на корчмаря у Стопчатові. Напад був невдалим, Семен з деякими побратимами попалися до рук переслідувачів. На цьому основні виступи опришків проти феодалів закінчилися.

### Під Австрійською владою
У 1781 році з 775 мешканців було 763 українців та 12 євреїв, у 1900 — із 4306 жителів — 3429 українців, 268 поляків та 608 євреїв. За даними в Микуличині у 1880 році було 75155 моргів землі, у тому числі: 366 — рілля, 5089 — луки, 25 — городи, 8418 — пасовища, 5322 — полонини, 54279 — ліси. Така площа, не могла забезпечити потреби населення у зернових культурах та городині, тому у горах селяни займалися, насамперед, тваринництвом.
Поступове збідніння було викликане ростом населення і підвищенням податків. Якщо в 1886 році сума податків Микуличина з Татаровом і Ворохтою становила 5206 золотих, то через 10 років ця цифра збільшилась до 8737 золотих, тобто в 1,7 рази. Життя населення у гірських селах було важким.
Початки будівництва шосейної дороги через Микуличин сягають 1825 року. У XIX ст. у Микуличині діяла скляна гута, на якій працювали по 160 днів на рік 22 чоловіки, 4 жінки та 6 підлітків і виробляли листове скло. У кінці століття гута припинила свою діяльність.
За даними 1877 року у Микуличині діяв 1 тартак, де працювали 2 пилорами, 2 річкові пилки та циркулярка. Щорічно тут перепилювалось 2820 м² деревини та отримувалось 1700 м³ пиломатеріалів.

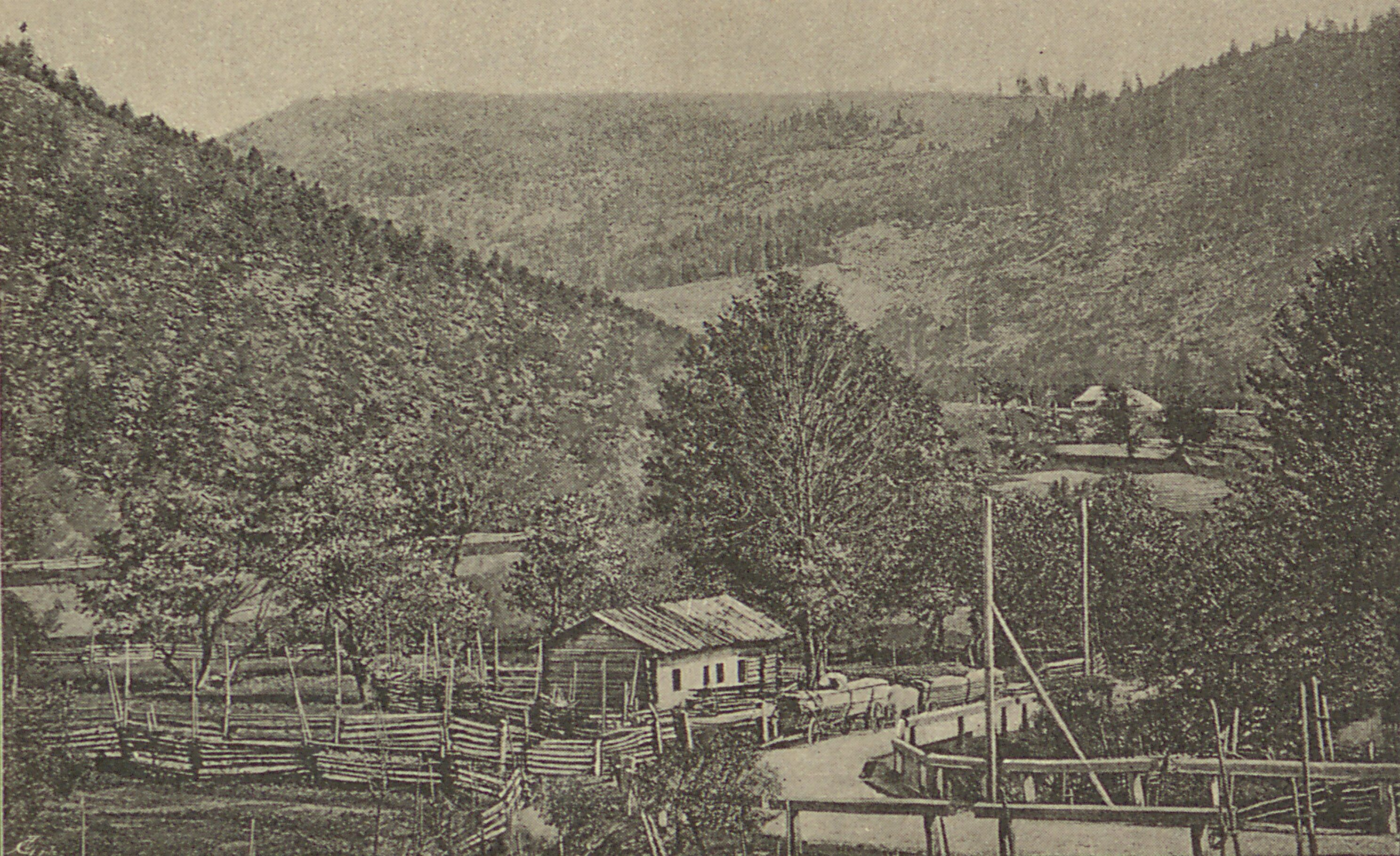
Микуличин (1892 рік)

В 1848 році селяни отримали довгождане повне звільнення від панщини і юридично стали рівноправними громадянами Австро-Угорщини. Це викликало в селян велику радість, вони на пам'ять про скасування панщини встановлювали спеціальні пам'ятники. Звільнення селян фактично не давало їм свободи і рівноправ'я, — цьому перешкоджала убогість та неграмотність. В 1880 р. читати і писати вміло лише 3,2% населення.
Населення другої половини XIX ст. сильно розпиячилось, тратило свої маєтки, не дбало про навчання своїх дітей. По селах діяли малоефективні школи. До 1912 року у краї було 16 читалень з 700 членами, у тому числі і у Микуличині.
У 1901 році в Микуличині було відкрито перший український готель. Львівське товариство «Народна Гостинниця» орендувало в пароха о. Тадея Галайчука віллу поблизу залізничного вокзалу. Вілла мала два поверхи, великий зал — гостинницю і вісім кімнат.
1900–1904 років було зведено будівлю залізничної станції Микуличин.

### Міжвоєнні роки
24 травня 1919 року загони польської армії генерала Галлера окупували західне Прикарпаття до верхньої половини Лоєви. Гуцульщину на короткий час окупували румунські війська, які погано забезпечувалися харчуванням, солдати були вкрай нужденно одягнені, тому часто опоряджалися до належного вигляду коштом місцевого населення.
Важким було життя населення краю в перші післявоєнні роки. Під час війни було знищено багато житлових та господарських споруд. За офіційними матеріалами у Микуличині з присілками в 1921 році проживало 5130 осіб.

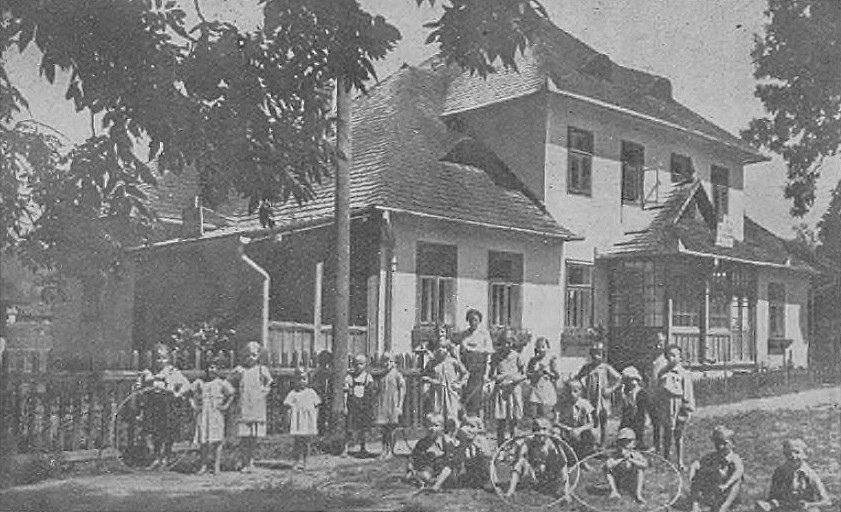
Діти працівників тартаку граються в садочку (1938 рік).

В 1919–1939 роках у Микуличині було одне лісництво. Незайвим буде згадати, що у 1941–1942 роках Микуличинським лісничим був чоловік відомої української письменниці Ірини Вільде — Е. Полотнюк, якого розстріляли нацисти.
У 1927 році від Микуличина від'єднали Ворохту, у 1931 — Татарів, а Яремче і Ворохта одержали статус курортів.
Під час адміністративної реформи 1934 року Микуличин зберіг статус самоврядної громади Надвірнянського повіту.
Як згадує Шимко-Грецанюк Анна в 30-х роках у Микуличині були лише три пияки, які пропили свої «гранта». Тоді «совєти» навчили гнати самогонку з ріпи. Коли першим у селі почав гнати самогонку М. Сорохманюк з Лоза, то повно людей збіглося подивитись на то «щастя» зі сходу. В селі також була збудована вузькоколійка на 19 км яка возила ліс і функціонувала до 1969 року.

### Сучасна історія
В останній чверті XX століття в Микуличині функціонували численні дитячі відпочинкові табори. У часи незалежності України зведено ряд пансіонатів.
Була в селі школа-інтернат I-II ст., але, відповідно до закону від 21.04.2020. р. N 3371 "Про повну загальну середню освіту", перестала працювати. Зараз наявні: Микуличинський ліцей, амбулаторія, а також торговельний комплекс "Гуцул-плаза".
З 2002 року в Микуличині задіяла перша приватна броварня «Микуличин». В ній вариться пиво «Гуцульське» вісім сортів та квас "Житній". А в 2016 року відкрилася ще одна приватна пивоварня під назвою "Гірське" , в якій теж вариться сім сортів пива й квас "Живий".
9 лютого 2012 року Верховна Рада України ухвалила Постанову № 4390-VI «Про відзначення 600-річчя заснування села Микуличин Івано-Франківської області». За архівними документами першу письмову згадку про цей населений пункт датовано 1412 роком.

## Населення

### Мова
Розподіл населення за рідною мовою за даними перепису 2001 року:
| Мова            | Кількість | Відсоток |
| --------------- | --------- | -------- |
| українська      | 4943      | 99.64%   |
| російська       | 14        | 0.28%    |
| румунська       | 2         | 0.04%    |
| білоруська      | 1         | 0.02%    |
| інші/не вказали | 1         | 0.02%    |
| Усього          | 4961      | 100%     |

## Легенди про заснування

### Перша легенда
За часів правління князя Данила Галицького був воєвода Микула, який був дуже вірний князю. Одного разу прогулюючись карпатськими горами дуже вподобав собі цю місцину тай з великим захопленням розказав про це князю Данилу. Той вислухавши, наділив його чином і сказав: «бери своїх вірних вояків тай іди розвивай той край». 
По приході в село Микула скликав жителів, щоб встановити свій закон і порядок. Люди добре сприйняли Микулу, на горі Ділок зробили діл (фортецю), яка слугувала як митниця, тому всі купці, які йшли з товаром на Закарпаття, мусили платити податок місцевим мешканцям. Тоді громадою було вирішено назвати село Микули-чин.

### Друга легенда
Прогулювався боярин Микула із своїм військом по горах. Але одного разу забарився Микула. Обступило його військо вороже на високій горі з усіх сторін. Та військо Микулене та й сам Микула не мали страху. Заспівали вони тоді патріотичні пісні. Їх спів, неначе грім великий, покотився по всіх горах — над Говерлою, над Прутцем, над Прутом. По всіх плаях карпатських. Перестрашилося вороже військо того співу, а їх старший наказав схопити Микулу.
І забряжчали мечі, затріщали кольчуги, і полилася свіжа крівця ворогів. Б'ється, б'ється Микула, руба ворогів у пень, а кінця краю не видно: багато було воріженьків, та не перестрашився Микула, вибіг він на гору, що над річкою, став над нею і сміється з ворогів, а ті аж зубами скрегочуть. Кинулись на гору до нього, а він усіх їх перебив.
І цю гору стали називати Микулинкою, а село — Микуличин.

## Релігія

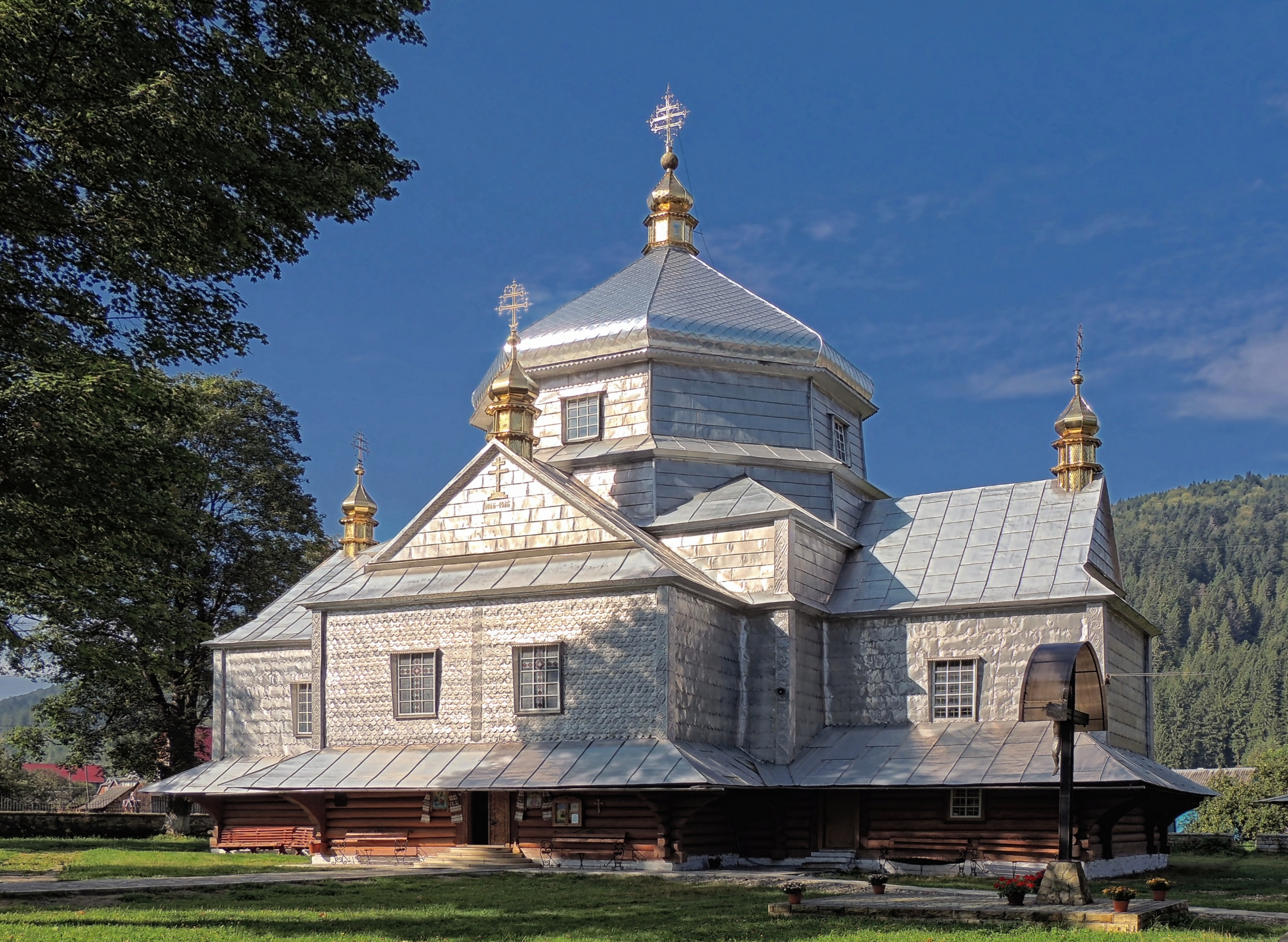
Троїцька церква, 1868 р.

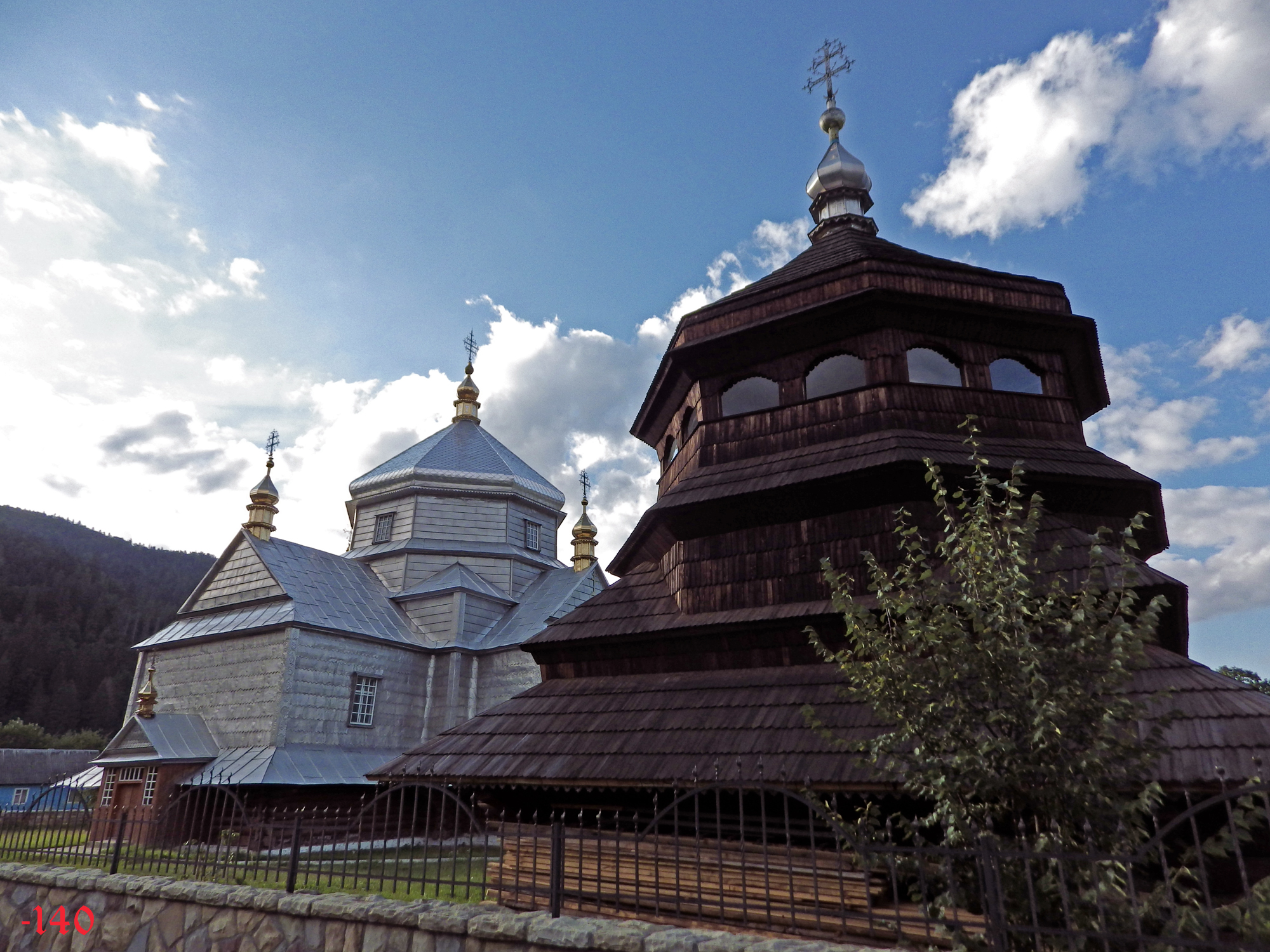
Троїцька церква та дзвіниця

Окрасою Микуличина є пам'ятка архітектури — церква Святої Трійці (1868 р.) і дзвіниця, яка побудована значно раніше. Розпис іконостасу виконав видатний український художник, поет і драматург Корнило Устияно́вич (1839–1903).
Перші письмові згадки про місцеву церкву походять з 1700 р. Стара дерев'яна церква була розміщена на цвинтарі вище присілка Фальчі. У 1760-х рр. її зруйнував сильний буревій. Будівництво існуючої дерев'яної Троїцької церкви (розпочате у 1866 р.) завершилось у 1868 р. Церква була побудована за проєктом цісарсько-королівського інженера, архітектора Надвірнянського повітового уряду, Я. Чайковецького. Влітку 1911 р. руйнівна повінь завдала селу чималих збитків. Тому в цей і наступний роки проводили ремонт церкви: покрили дах бляхою, а дзвіницю — ґонтом. 
В старовину хрести на банях церкви були дерев'яні. Сучасні металеві хрести та ґрати до церковних вікон були встановлені 1929 р. 
З 1927 року, коли з ініціативи митрополита Андрея Шептицького був побудований Станіславською єпархією в Микуличині основний будинок монастиря Згромадження Сестер Служебниць Непорочної Діви Марії, черниці здійснювали в селі християнську опіку, безкоштовно вели релігійне дошкільне виховання дітей до 8 років.
Під час Другої світової війни з церкви нацисти забрали 4 срібні дзвони. Найбільший з них важив 5 тонн. Його дзвін було чути в радіусі 12 км. 
По другій світовій війні церква була діючою. Сьогодні у церкві знаходиться 5 дзвонів, найбільший з яких важить 6 центнерів. У 2002 р. на воротах церкви споруджено нову дзвіницю. Церква є пам'яткою архітектури національного значення. Перебуває у користуванні громади УГКЦ.
У наш час серед мешканців села історично переважають греко-католики. Після періоду переслідування церкви за радянських часів, греко-католицизм у селі відновився в грудні 1989 року. Ініціатором цього виступив парох села — о. Григорій Чиборак: оголосив у церкві мирянам, що вони мають право вирішити чи залишатися у підпорядкуванні Московського патріархату, чи повернутися до віри батьків — УГКЦ. Для цього кожному з них треба було підписатися в одному із трьох списків цих конфесій. Більше тисячі підписів було у списку УГКЦ і ні одного у списках інших конфесій.

## Нафтовидобування
Микуличинське нафтогазове родовище є одним з останніх розвіданих родовищ регіону. У 2001 році зі свердловини Микуличин-22 у передгір'ях Карпат з глибини 2288 м одержано промисловий приплив нафти обсягом понад 20 т за добу. Запаси оцінюють у 29 млн т нафти.

## Дитячі табори
В Микуличині знаходиться один з найбільших на Прикарпатті дитячих літніх таборів — «Едельвейс». Табір заснований в другій половині XX століття та працює в наші дні. Щорічно в таборі оздоровлюються та відпочивають сотні дітей з усієї України. На території комплексу наявні широкі умови для всебічного розвитку, відпочинку, занять спортом та розвитку дітей. Щоденно проводяться походи, екскурсії, подорожі відомими туристичними маршрутами та підкорення гірських вершин.

## Відомі люди

### Перебували
У Микуличині побувало багато видатних особистостей, зокрема українські письменники Василь Стефаник, Богдан Лепкий, Іван Франко, архітектор та викладач Львівської політехніки Тадей Обмінський, письменниця Ірина Вільде, художник, поет і драматург Корнило Устиянович.

### Народилися
- Домашевський Микола Васильович — доктор економічних наук, історик і краєзнавець, автор «Історії Гуцульщини», відомий діяч української діаспори;
- Белейлович Іван — командир Української Народної Самооборони Станіславської області, командир 5-ї ВО «Маківка» групи УПА-«Захід»;
- Вервега Микола Васильович (1970—2022) — старший сержант Збройних сил України, учасник російсько-української війни;
- Годованець Василь Гнатович — голова заводського комітету державного тартаку села Микуличин Яремчанського району Станіславської області. Депутат Верховної Ради СРСР 1-го скликання від Станіславської області (з 1940 року);
- Грицюк Петро Петрович (* 1971) — сучасний прикарпатський художник та літератор;
- Дубовицький Микола (1903—1985) — фахівець у галузі металургії, громадський діяч, дійсний член НТШ;
- Кодола Надія — українська волейболістка, гравець «Галичанки» (Тернопіль), капітан збірної України;
- Стефурак Анастасія Михайлівна — українська художниця-ілюстраторка;
- Киселюк Олександр Іванович — український теріолог, зоолог, природоохоронець.
- Синьків Володимир Тарасович (1998—2022) — старший солдат ДУК ПС, учасник російсько-української війни.